# بوتیمار آمریکای جنوبی
بوتیمار آمریکای جنوبی (نام علمی: Botaurus pinnatus) نام یک گونه از سرده بوتیمارهای بزرگ است.